# Dinos del Pittore della Gorgone
Il dinos del Pittore della Gorgone è una ceramica a figure nere (93 x 30 cm) prodotta ad Atene dal ceramografo noto come Pittore della Gorgone intorno al 580 a.C. e conservata a Parigi presso il museo del Louvre (n. inv. E874).

## Storia

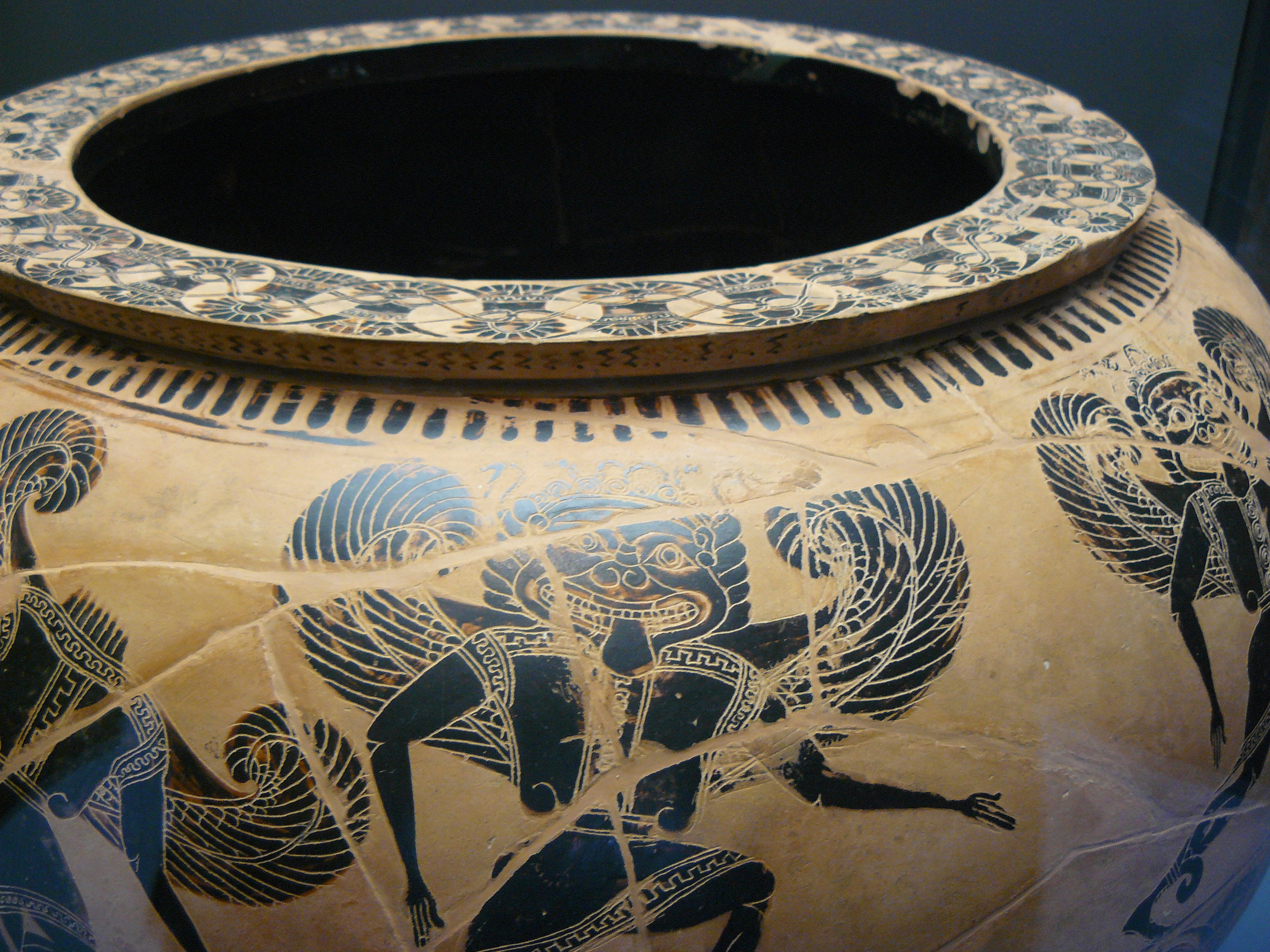
Dettaglio della decorazione dipinta: registro superiore: una Gorgone alata.

Il vaso apparteneva alla collezione Campana, acquistata dal museo del Louvre nel 1861. La provenienza dalla collezione Campana rende probabile che fosse stato rinvenuto in Etruria.

## Descrizione

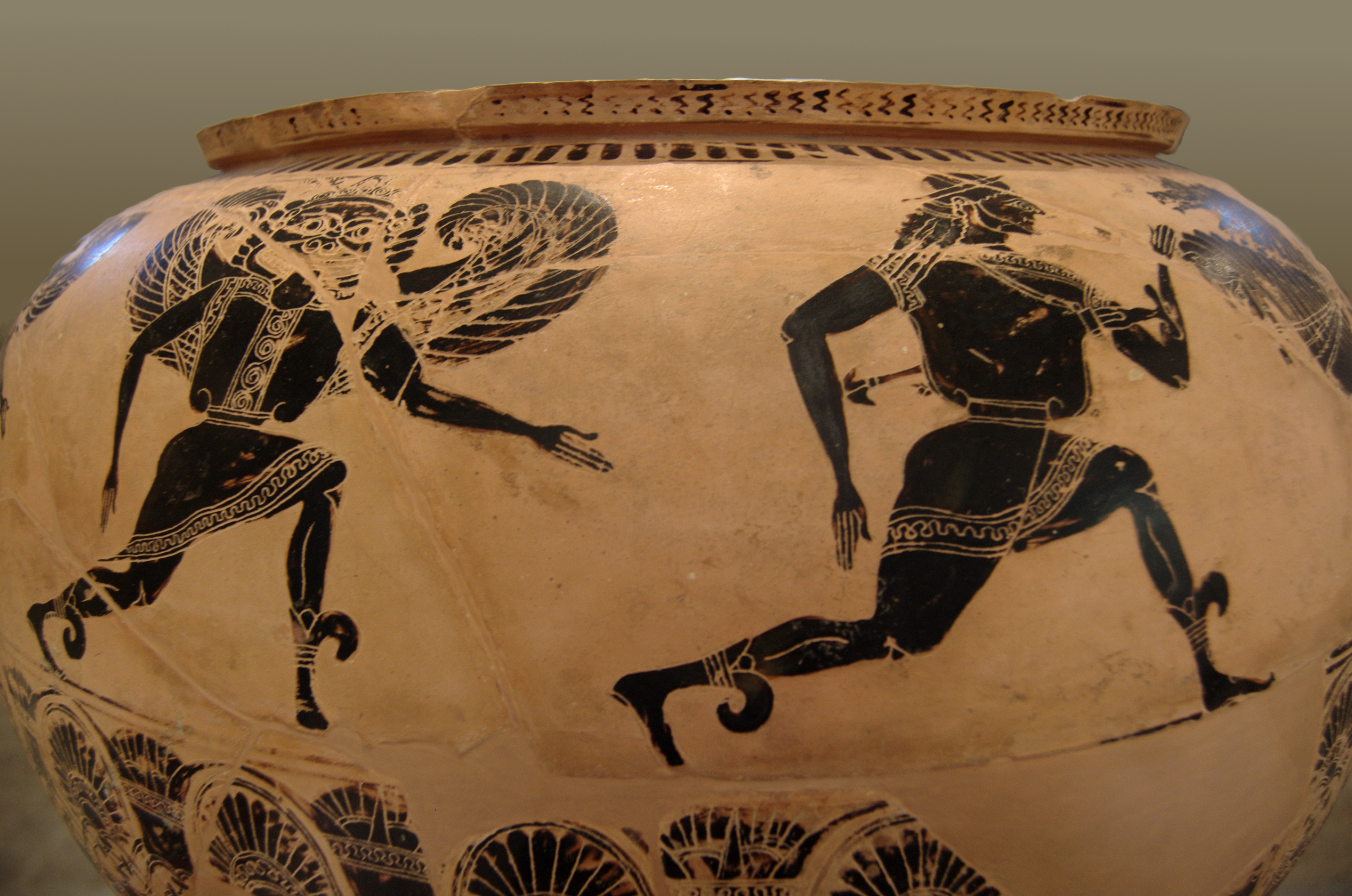
Dettaglio: registro superiore, Perseo inseguito dalla Gorgone.

La forma del vaso è quella di un dinos, contenitore da banchetto di grande capacità nel quale si mescolava l'acqua con il vino. Ha un'altezza complessiva di 93 cm (altezza del cratere 44 cm, diametro massimo 30 cm, altezza del supporto 59 cm) ed è costituito da un recipiente e da un piedistallo modanato, un'accoppiata non frequente e che si ispira a modelli in bronzo.
L'argilla ha un colore giallastro ed è decorata a figure nere con dettagli color porpora di cui restano poche tracce. La piatta imboccatura presenta un fregio con palmette e fiori di loto intrecciati, lo stesso motivo che si trova negli altri fregi fitomorfi del vaso. Il corpo del dinos è diviso in sei fasce sovrapposte delle quali cinque sono a carattere decorativo, con fregi fitomorfi o animali nella tradizione della ceramica corinzia. La larga zona con fregio di fiori di loto e palmette intrecciati divide le quattro fasce animali sottostanti dal registro superiore, all'altezza della spalla, che è il primo esempio conosciuto di fregio interamente figurato e di carattere narrativo.
Vi sono rappresentate due scene differenti ma non separate. Da un lato, quello principale, Perseo che fugge dalle Gorgoni dopo aver ucciso la loro sorella Medusa la quale decapitata cade a terra; alla scena assistono Ermes con il petaso e la dea Atena. Dall'altro lato due opliti combattono tra due carri a quattro cavalli guidati ciascuno da un auriga che si volta ad osservare il combattimento.
Il fondo del vaso è decorato con un ornamento costituito da sei mezzelune.
Sul piedistallo, con abbondanti modanature, sono presenti file di diversi animali (leoni, vacche, cervidi), mescolati a creature fantastiche come sirene e sfingi.
L'artista che dipinse quest'opera fu probabilmente allievo del Pittore di Nesso, dal quale ha ripreso il tema delle Gorgoni.
Il fregio, interamente narrativo e privo di elementi puramente decorativi, si colloca all'inizio della produzione attica, che progressivamente si svincola dalla tradizione corinzia durante il secondo quarto del VI secolo a.C.